# Son of Godzilla

De Japanse filmposter met al de sterren erop.

Son of Godzilla (Japanse titel:怪獣島の決戦 ゴジラの息子/Kaijū-tō no Kessen Gojira no Musuko, "Beslissende slag op Monster-eiland: zoon van Godzilla"; Nederlandse titel: De zoon van Godzilla) is een Japanse kaijufilm uit 1967. Het is de achtste van de Godzillafilms. De film werd geregisseerd door Jun Fukuda. Special effects werden verzorgd door Eiji Tsuburaya en Sadamasa Arikawa.

## Verhaal
Een team van wetenschappers probeert op Sollgell Island een perfect systeem voor weerscontrole te maken. Hun pogingen worden echter verstoord door de aanwezigheid van bidsprinkhanen en een nieuwsgierige journalist. De eerste test met een radioactieve ballon mislukt door een vreemd signaal dat van het centrum van het eiland komt, en de ballon ontploft. De ontploffing veroorzaakt een radioactieve storm die de sprinkhanen doet groeien tot enorm formaat.
Wanneer de wetenschappers deze enorme sprinkhanen, nu Kamacuras genoemd, bestuderen, ontdekken ze dat de monsters bezig zijn een ei op te graven van onder een berg zand. Het ei komt al snel uit, en tot ieders verbazing blijkt er een Baby Godzilla in te zitten. De wetenschappers concluderen al snel dat het mysterieuze signaal dat hun ballon verstoorde afkomstig was van deze mini-Godzilla. Al snel arriveert de echte Godzilla op het eiland om zijn nakomeling te beschermen. Hierbij vernietigd hij de basis van de wetenschappers, en dood twee Kamacuras.
De mini-Godzilla groeit al snel tot de helft van Godzilla’s formaat. Hij leert net als Godzilla een atoomstraal af te vuren (zij het met moeite, in het begin kan hij alleen een soort rookkringetjes produceren). Een van de wetenschappers, Riko, geeft de nieuwe Godzilla de naam Minilla.
In de climax van de film probeert Minilla de wetenschappers te beschermen tegen een enorme spin genaamd Kumonga, maar moet zelf gered worden door Godzilla.

## Rolverdeling
| Acteur               | Personage                            |
| -------------------- | ------------------------------------ |
| Akira Kubo           | Gorou Maki                           |
| Tadao Takashima      | Dr. Tsunezou Kusumi                  |
| Akihiko Hirata       | Dr. Hujisaki                         |
| Bibari Maeda         | Saeko                                |
| Yoshio Tsuchiya      | Hurukawa                             |
| Kenji Sahara         | Morio                                |
| Ken'ichirou Maruyama | Ozawa                                |
| Seishirou Kuno       | Tashiro                              |
| Yasuhiko Saijou      | Suzuki                               |
| Susumu Kurobe        | Weather observation airplane captain |
| Seiji Onaka          | Godzilla                             |
| Hiroshi Sekita       | Godzilla                             |
| Haruo Nakajima       | Godzilla                             |
| Little Man Machan    | Minilla                              |

## Achtergrond

### Opbrengst
In Japan werden voor de film ongeveer 2,480,000 kaartjes verkocht. 

### Amerikaanse versie
Net als de vorige Godzillafilm, Godzilla vs. the Sea Monster, werd Son of Godzilla in Amerika uitgebracht als televisiefilm door de Walter Reade Organization. De dialoog werd weer nagesynchroniseerd naar Engels, enkele namen van de personages en monsters werden aangepast, en een paar scènes verwijderd. In totaal is de Amerikaanse versie 2 minuten korter dan de Japanse.

## Trivia
- De film werd deels opgenomen in Guam
- Oorspronkelijk zou de mini-Godzilla "Kojira" gaan heten.